# Wilma Rudolph

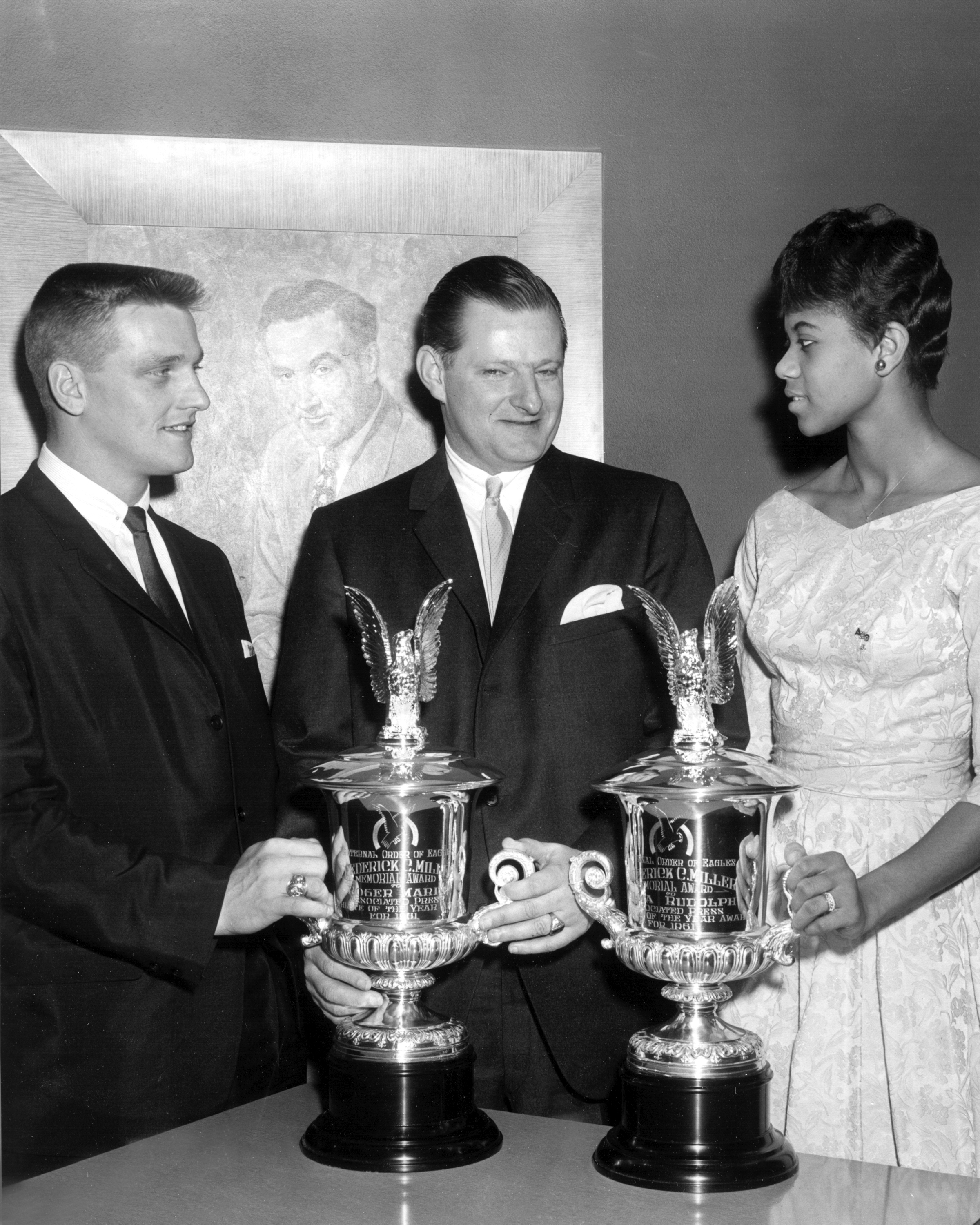
Wilma Rudolph tar emot Fraternal Order of Eagles Award år 1961 tillsammans med den amerikanske professionella basebollspelaren Roger Maris (vänster).

Wilma Glodean Rudolph, född 23 juni 1940 i St. Bethlehem i Montgomery County i Tennessee, död 12 november 1994 i Brentwood, Tennessee, var en amerikansk friidrottare. Hon var åren kring 1960 en av världens bästa kvinnliga sprinters och vann vid det årets OS i Rom tre guldmedaljer. Rudolph blev bland annat känd som "Den svarta gasellen".

## Biografi

### Uppväxt
Vid tidig ålder upptäcktes att Wilma, som var det tjugonde av 22 barn i familjen, hade polio. Hennes mor åkte med henne två gånger i veckan till ett sjukhus för svarta för behandling, och vid 12 års ålder kunde hon åter gå obehindrat, varvid hon bestämde sig för att börja med idrott.

### Från basket till löpning
Hon spelade i sin högstadieskolas basketlag när skolans friidrottstränare Edward S. Temple upptäckte henne. Hon gick över till att träna sprinterlöpning och redan 1956 deltog hon i Olympiska sommarspelen 1956 i Melbourne, Australien. Hon sprang en av sträckorna i det stafettlag på 4 × 100 meter, som tog hem bronsmedaljerna i tävlingarna.
Vid Olympiska sommarspelen 1960 i Rom vann hon såväl 100 meter som 200 meter och var dessutom ankaret i USA:s segrande stafettlag på 4 × 100 m. Under sin karriär satte hon totalt fem världsrekord och blev den första kvinnliga löparen att springa 200 meter på under 23 sekunder.

### Efter karriären
När Wilma Rudolph avslutat sin tävlingskarriär, arbetade hon som lärare, friidrottstränare och sportkommentator. Hon hyllades som en föregångare för kvinnliga idrottare och som en symbol för de svartas medborgarrättskamp. Hon fick fyra barn födda 1958, 1964, 1965 och 1971. Wilma Rudolph avled 1994 av en hjärntumör.